# N262 (België)
De N262 is een gewestweg die geheel binnen Zaventem verloopt en een verbinding vormt tussen de N2 en A201. De route in Zaventem verloopt via de Grote Daalstraat, H. Henneaulaan, Kerkplein, Parklaan, Van Dijcklaan, Steenokkerzeelstraat en Vilvoordelaan. De lengte van de weg bedraagt ongeveer 3 kilometer.

## N262a
De N262a is een 700 meter lange aftakking van de N262 in de plaats Zaventem. De weg gaat over de Olmenstraat.